# Gmina Bačka Topola
Gmina Bačka Topola (serb. Opština Bačka Topola / Општина Бачка Топола) – gmina w Serbii, w Wojwodinie, w okręgu północnobackim. W 2018 roku liczyła 30 927 mieszkańców.